# Zythos molybdina
Zythos molybdina är en fjärilsart som beskrevs av Louis Beethoven Prout 1938. Zythos molybdina ingår i släktet Zythos och familjen mätare. Inga underarter finns listade i Catalogue of Life.